# Тано Чимароза
Тано Чимароза (на италиански: Tano Cimarosa) е италиански актьор и режисьор.

## Биография
Тано Чимароза е роден на 1 януари 1922 година в Месина, Италия. Брат е на по-малко известните актьори Микеле и Джовани. От родната Сицилия той се премества в Рим, където в началото на 1950-те започва кариерата си на актьор. 

### Кариера
В почти всички филми Тано Чимароза играе стереотипа на средния сицилианец, инстинктивен и сангвиник, от комични до драматични роли. Първата му характерна роля е тази на мафиоза Дзекинета в „Денят на совата“ (Il Giorno della Civetta, 1968), режисиран от Дамяно Дамяни. По-късно той се появява заедно с Алберто Сорди в ролята на баща на голямо семейство в „Лекарят по здравно осигуряване“ (Il medico della mutuaua, 1968), в ролята на емигрант в „Красивият, честен емигрант от Австралия би се оженил за съселянка“ (Bello, onesto, emigrato Australia sposerebbe compaesana illibata, 1971) и в ролята на затворник в „Затворник в очакване на процес“ (1972). Майсторска е появата му в „Хляб и шоколад“ (Pane e cioccolata, 1974) на Франко Брузати, в трагикомичната роля на емигранта Джиджи.
През 1970-те той се опитва да направи кариера като режисьор, правейки три филма: еротичния трилър „Порокът има черни чорапи“ (1975), полицейския „Не на насилието“ (1977) и „Мъж на думата“ (1981), филм за света на мафията, заснет в провинция Месина.
Впоследствие присъства постоянно в някои филми на Джузепе Торнаторе, включително и в „Ново кино „Парадизо““ (Nuovo Cinema Paradiso, 1988).

### Смърт
Боледува известно време и е хоспитализиран в здравно заведение в Лацио. Чувствайки се близо до смъртта си, той изразява желанието си да умре в Месина, родния му град. Племенникът му, режисьорът Салваторе Ариматея го премества в Каза Серена, общинският дом за почивка, разположен в сърцето на града, където Тано Чимароза почива спокойно в 5,30 ч. на 24 май 2008 г., на 86-годишна възраст. 

## Избрана филмография
| Година | Филм                                          | Оригинално заглавие                     | Роля                      | Режисьор          |
| ------ | --------------------------------------------- | --------------------------------------- | ------------------------- | ----------------- |
| 1968   | Денят на совата                               | Il giorno della civetta                 | Макия/Дзекинета           | Дамяно Дамяни     |
| 1973   | Невероятните приключения на италианци в Русия | Una matta, matta, matta corsa in Russia | Розарио Агро              | Ельдар Рязанов    |
| 1974   | Хляб и шоколад                                | Pane e cioccolata                       | Джакомо                   | Франко Брузати    |
| 1979   | Един мъж на колене                            | Un uomo in ginocchio                    | Себастиано Коликиа        | Дамяно Дамяни     |
| 1988   | Ново кино „Парадизо“                          | Nuovo Cinema Paradiso                   | ковач, който спи в киното | Джузепе Торнаторе |
| 1995   | Човекът със звездите                          | L'uomo delle stelle                     | Борданаро                 | Джузепе Торнаторе |